# Медісон (округ, Індіана)
Шаблон:StateAbbr_ 40°10′ пн. ш. 85°43′ зх. д. / 40.16° пн. ш. 85.72° зх. д.
Округ Медісон (англ. Madison County) — округ (графство) у штаті Індіана, США. Ідентифікатор округу 18095.

## Історія
Утворений в 1832 році.

## Демографія
За даними перепису
2000 року
загальне населення округу становило 133358 осіб, зокрема міського населення було 101872, а сільського — 31486.
Серед мешканців округу чоловіків було 65684, а жінок — 67674. В окрузі було 53052 господарств, 36211 родин, які мешкали в 56939 будинках.
Середній розмір родини становив 2,91.
Віковий розподіл населення поданий у таблиці:
| Стать    | До 15 років | 15-21 | 22-29 | 30-39 | 40-49 | 50-65 | 65-85 | Понад 85 |
| -------- | ----------- | ----- | ----- | ----- | ----- | ----- | ----- | -------- |
| Чоловіки | 13647       | 6340  | 7074  | 9901  | 9728  | 10973 | 7363  | 658      |
| Жінки    | 12807       | 6194  | 6506  | 9241  | 9650  | 11399 | 10204 | 1673     |

## Суміжні округи
- Грант — північ
- Делавер — схід
- Генрі — південний схід
- Генкок — південь
- Гамільтон — захід
- Тіптон — північний захід

## Виноски
1. ↑  U.S. Decennial Census. United States Census Bureau. Архів оригіналу за 19 липня 2018. Процитовано 10 липня 2014.
2. ↑  Historical Census Browser. University of Virginia Library. Архів оригіналу за 11 серпня 2012. Процитовано 10 липня 2014.
3. ↑  Population of Counties by Decennial Census: 1900 to 1990. United States Census Bureau. Архів оригіналу за 4 жовтня 2014. Процитовано 10 липня 2014.
4. ↑  Census 2000 PHC-T-4. Ranking Tables for Counties: 1990 and 2000 (PDF). United States Census Bureau. Архів оригіналу (PDF) за 18 грудня 2014. Процитовано 10 липня 2014.
5. ↑  American FactFinder. US Census Bureau. Бюро перепису населення США. Архів оригіналу за 8 червня 2019. Процитовано 22 квітня 2019.(англ.) Наведено за англійською вікіпедією.
6. ↑  American FactFinder. Бюро перепису населення США. Архів оригіналу за 26 лютого 2012. Процитовано 31 січня 2008.

| США | Це незавершена стаття з географії США. Ви можете допомогти проєкту, виправивши або дописавши її. |